# O Homem Que Desafiou o Diabo
O Homem que Desafiou o Diabo é um filme de comédia brasileiro, lançado em 28 de setembro de 2007 e dirigido por Moacyr Góes, baseado na obra As Pelejas de Ojuara do escritor potiguar Nei Leandro de Castro, que também é roteirista do filme.
A produção foi filmada em São Gonçalo do Amarante, no açude Gargalheiras em Acari e no "Castelo de Bivar", em Carnaúba dos Dantas, no estado do Rio Grande do Norte.

## Sinopse
Zé Araújo é um caixeiro-viajante que se dá muito bem com as mulheres em qualquer lugar que vá. Suas aventuras acabam quando ele é obrigado a se casar com Dualiba, ficando condenado a trabalhar exaustivamente no armazém de seu sogro. Depois de tanto trabalho e humilhação, Zé Araújo se revolta e transforma-se no caboclo Ojuara, solitário herói, movido a cachaça e sempre à procura de mulheres e metido em confusões e ainda enfrentando o maior inimigo bíblico Satanás o Diabo.

## Elenco
- Marcos Palmeira - Zé Araújo / Ojuara Abaporujucaiba
- Fernanda Paes Leme - Geniffer
- Lívia Falcão - Dualiba
- Flávia Alessandra - Mãe De Pantanha
- Leandro Firmino - Zé Pretinho
- Leon Góes - Corcunda Lombroso
- Sérgio Mamberti - Coronel Ruzivelte
- Juliana Porteous - Bailarina Sue
- Renato Consorte -  Seu Salim
- Ruy Rezende - Poeta Moisés Sesyom
- Lúcio Mauro - José Maria
- Déborah Kalume - Neusa
- Helder Vasconcelos - Cão Miúdo
- Giselle Lima - Eleonor
- Antônio Pompeo - Chico Rabelê
- Otto - Zé Tabacão
- Antônio Pitanga - Preto Velho